# Bartonville (Illinois)
Bartonville és una població dels Estats Units a l'estat d'Illinois. Segons el cens del 2000 tenia 6.310 habitants.

## Demografia
Segons el cens del 2000, Bartonville tenia 6.310 habitants, 2.601 habitatges, i 1.810 famílies. La densitat de població era de 303,4 habitants/km².
Dels 2.601 habitatges en un 29% hi vivien nens de menys de 18 anys, en un 56,4% hi vivien parelles casades, en un 9,8% dones solteres, i en un 30,4% no eren unitats familiars. En el 25,9% dels habitatges hi vivien persones soles l'11,5% de les quals corresponia a persones de 65 anys o més que vivien soles. El nombre mitjà de persones vivint en cada habitatge era de 2,43 i el nombre mitjà de persones que vivien en cada família era de 2,9.
Per edats la població es repartia de la següent manera: un 23,1% tenia menys de 18 anys, un 7,7% entre 18 i 24, un 28,5% entre 25 i 44, un 24,2% de 45 a 60 i un 16,5% 65 anys o més.
L'edat mediana era de 39 anys. Per cada 100 dones de 18 o més anys hi havia 90,5 homes.
La renda mediana per habitatge era de 40.766 $ i la renda mediana per família de 49.909 $. Els homes tenien una renda mediana de 36.324 $ mentre que les dones 24.214 $. La renda per capita de la població era de 20.580 $. Aproximadament el 4,3% de les famílies i el 7% de la població estaven per davall del llindar de pobresa.

## Poblacions properes
El següent diagrama mostra les poblacions més properes.